# Kevin Mitnick
Kevin David Mitnick, pseud. Condor (ur. 6 sierpnia 1963 w Los Angeles, zm. 16 lipca 2023 w Las Vegas) – jeden z najbardziej znanych komputerowych włamywaczy. Za popełnione przez siebie przestępstwa został skazany na wieloletnią karę pozbawienia wolności. 15 lutego 1995 roku, przy pomocy dziennikarza komputerowego Johna Markoffa i Tsutomu Shimomury aresztowali go agenci Federalnego Biura Śledczego (FBI). Został oskarżony o włamanie na terenie Stanów Zjednoczonych do kilku ważnych systemów komputerowych. Nigdy jednak nie zarzucono mu czerpania korzyści materialnych z crackingu.
Po aresztowaniu spędził w areszcie cztery lata i pięć miesięcy przed wydaniem wyroku. Przetrzymywano go w całkowitej izolacji, o czym żartował: żebym nie mógł zainicjować zmasowanego ataku nuklearnego z więziennego aparatu telefonicznego. Wielu ludzi uznało go za bohatera walczącego z bezwzględnymi korporacjami, co zaowocowało stworzeniem ruchu o nazwie Free Kevin. Odbywanie zasądzonej kary zakończył w styczniu 2000 roku, ale zakaz używania Internetu obowiązywał go do 21 stycznia 2003 roku. Wieczorem 21 stycznia 2003 roku, w telewizyjnym programie na żywo The Screen Savers w Tech TV Kevin Mitnick po raz pierwszy od uwolnienia wszedł na stronę internetową. Był to blog jego dziewczyny.
Jako włamywacz był znany z wykorzystywania inżynierii społecznej.

## Życiorys

### Dzieciństwo
Urodził się 6 sierpnia 1963 roku w dzielnicy Van Nuys. Dorastał w Los Angeles, jednak wielokrotnie zmieniał miejsce zamieszkania. Był wychowywany jako jedynak przez matkę Rochell (Shelly) Kramer. Ojciec, Alan Mitnick, opuścił go rozwodząc się z matką i przeprowadzając się do innego stanu, gdy Kevin miał 3 lata. Alan Mitnick był pierwszym z 3 mężów Rochell Kramer. Drugi z nich – były oficer – molestował jej syna. To małżeństwo trwało niespełna rok. Trzecie małżeństwo, z Howardem Jaffee, rozpadło się, wówczas gdy Kevin Mitnick miał 7 lat.
Młody Kevin Mitnick interesował się CB-radiem i sposobem działania firm telekomunikacyjnych. Dzięki zdaniu egzaminu pisemnego w Federalnej Komisji Komunikacji otrzymał licencję krótkofalowca. W wieku 13 lat Kevin Mitnick uzyskał możliwość bezpłatnego korzystania z przejazdów autobusowych na terenie całej sieci komunikacji miejskiej okręgu Los Angeles. Dokonał tego, nakłaniając kierowcę autobusu do podania mu miejsca, w którym mógł zakupić kasownik. Zdobył go, płacąc 15 dolarów. Następnie udał się do zajezdni autobusowej i w koszu na śmieci znalazł kilka bloczków niewykorzystanych biletów.
Inżynieria społeczna stała się później dla Kevina Mitnicka główną metodą uzyskiwania informacji, w tym także haseł dostępu i elektronicznych numerów seryjnych telefonów.

## Książki
Kevin Mitnick wraz z dziennikarzem Williamem L. Simonem napisał 3 książki. Każda z nich została przetłumaczona na język polski i cieszyła się bardzo dużym zainteresowaniem:
1. Sztuka podstępu (data wydania polskiego – 6 marca 2003) – Kevin Mitnick opisał szereg technik socjotechnicznych, które mogą pozwolić nieautoryzowanym osobom na dostęp do ważnych danych. Książka zawiera także metody ochrony przed tego typu atakami. Kevin Mitnick dowodzi tego, że najsłabszym elementem zabezpieczeń systemu komputerowego jest zawsze człowiek[11].
2. Sztuka infiltracji (data wydania polskiego – 19 czerwca 2006) – opisuje kilkanaście prawdziwych ataków hackerskich związanych z łamaniem wielu różnych systemów komputerowych m.in. zabezpieczeń sieci telefonicznych, systemów bankowych, automatów do gier hazardowych czy systemów obsługujących wielkie firmy i koncerny prasowe. Do każdej z nich Kevin Mitnick dodaje swoje uwagi i spostrzeżenia mające uchronić przez podobnymi atakami w przyszłości.
3. Duch w sieci (data wydania polskiego – 7 listopada 2012) – autobiografia. Opisuje życie Kevina Mitnicka od późnych lat 70. do roku 2010, w którym przestał go obowiązywać sądowy zakaz ujawniania szczegółów dotyczących swojego życia.

## Biografie
Poza autobiografią, napisaną przy współudziale Williama Simona, życie hakera opisało także kilku innych dziennikarzy.
Książka autorstwa Jonathana Littmana pod tytułem Ścigany – rozmowy z Kevinem Mitnickiem (przekład Tomasz Misiorek) opisuje okoliczności aresztowania i uwięzienia Kevina Mitnicka oraz złudne bezpieczeństwo sieci publicznych.
Biografia Kevina Mitnicka oraz okoliczności jego zatrzymania zostały również opisane w książce pt. Hacker i samuraj autorstwa Jeffa Goodella (przekł. Andrzej Ceynowa), wydanej nakładem Gdańskiego Wydawnictwa Psychologicznego w 1996 roku.
W roku 2000 ukazał się film pod tytułem Takedown (pol. Obława), znany w Stanach Zjednoczonych pod tytułem Track down. Przedstawia on kilkanaście miesięcy z życia hackera poprzedzających moment jego zatrzymania przez agentów Federalnego Biura Śledczego. Został nakręcony na podstawie książki o tym samym tytule autorstwa Johna Markoffa i Tsutomu Shimomury. Odbiór filmu w Stanach Zjednoczonych był tak słaby, że nie zdecydowano się na emisję kinową. Wydanie DVD ukazało się 28 sierpnia 2004 roku. Film emitowano jednak w kinach w Finlandii, we Francji, w Islandii, w Norwegii, w Japonii, w Australii i na Węgrzech.

## Odniesienia w kulturze masowej

### Gry komputerowe
W grze Grand Theft Auto III wydanej przez studio Rockstar Games w jednej ze stacji radiowych (Chatterbox) można usłyszeć rozmówcę krzyczącego „Free Kevin!” (ang. „Uwolnić Kevina!”) zanim DJ zdejmuje go z anteny. W kolejnej grze z serii GTA zatytułowanej Grand Theft Auto: San Andreas w stacji radiowej WCTR można usłyszeć tego samego paranoidalnego rozmówcę mówiącego, że mógłby „uruchomić atak nuklearny gwiżdżąc w telefon” (ang. launch a nuclear attack by whistling into a phone), co jest nawiązaniem do zarzutów stawianych Kevinowi Mitnickowi przed jego aresztowaniem.
Kevin Mitnick jest wspomniany w jednym z maili w grze Deus Ex: Bunt ludzkości.
W grze wideo Vampire: The Masquerade – Bloodlines z 2004 roku jedna z postaci nazywa się Mitnick i dostarcza graczowi zadania związane z hakerstwem.
W grze Sam & Max: Sezon 1 wydanej przez studio Telltale Games Max w pewnym momencie rzuca komentarzem „Dlaczego nie możemy znaleźć jakiegoś ukrywającego się kryminalisty... na przykład Kevina Mitnicka!”.

### Kevin Mitnick podczas konferencji DEF CON 2014
Podczas corocznej konwencji hakerów DEF CON (ang.) w Las Vegas Kevin Mitnick stwierdził, że potrafi ukraść tożsamość dowolnego z uczestników w 3 minuty. Dowiódł tego, odnajdując Numer ubezpieczenia społecznego należący do jednego z ochotników wybranego spośród słuchaczy.

### Film i telewizja
W 2000 roku Skeet Ulrich i Russell Wong zagrali odpowiednio Kevina Mitnicka i Tsutomu Shimomurę w filmie pod tytułem „Takedown” (znanym poza Stanach Zjednoczonych jako „Hakers 2” lub „Obława”), który opierał się na książce pod tytułem „Takedown” autorstwa Johna Markoffa i Tsutomu Shimomura. W wersji DVD został wydany we wrześniu 2004 roku. Film dokumentalny pod tytułem „Freedom Downtime” został wyprodukowany przez 2600: The Hacker Quarterly w odpowiedzi na Takedown.
Kevin Mitnick jest opisywany przez nauczyciela informatyki w 11. odcinku drugiego sezonu serialu Impersonalni produkowanego przez stację CBS.
W 6. odcinku drugiego sezonu anime Black Lagoon przynależny do organizacji „The Lagoon company” haker Benny po udanym włamaniu stwierdza, że „jest wspaniały jak Kevin Mitnick”.